# Bolikhan
Bolikham, Borikhanh hay Borikhane (tiếng Lào: ບໍລິຄັນ; Bolikham) là một muang (mường, huyện) thuộc tỉnh Bolikhamsai ở miền trung Lào .